# 45a Brigada Mixta (Exèrcit Popular de la República)
La 45a Brigada Mixta va ser una unitat de l'Exèrcit Popular de la República creada durant la Guerra Civil Espanyola.

## Historial
La 45a BM va ser fundada el 31 de desembre de 1936 sobre la base de la Columna Burillo, una unitat de milícies que havia estat sota el comandament d'un oficial de la Guàrdia d'Assalt, el comandant Ricardo Burillo Stholle. Els batallons la columna («Otumba», «Dimitroff», «Voluntarios de Jaén» i «Voluntarios de Murcia») automàticament van passar a formar part de la brigada mixta. El seu primer cap va ser el comandant d'infanteria Antonio Rúbert de la Iglesia.
Durant la batalla del Jarama la 45a BM està situada en el sector d'Aranjuez, per la qual cosa no pren part en els combats. Entre el 9 i 13 de maig de 1937 la brigada va col·laborar al costat d'altres unitats republicanes en un atac contra el cap de pont de Toledo. Després va ser enviada al front de Madrid, cobrint el sector de la Cuesta de la Reina, per a ser enviada de nou a cobrir el front d'Aranjuez. Durant la resta de la contesa no va participar en cap operació d'importància. La 45a Brigada Mixta es va dissoldre el 27 de març de 1939, coincidint amb el final de la guerra.
La brigada va disposar d'un òrgan de comunicació, titulat Adelante.

## Comandament
Comandants
- Comandant d'Infanteria Antonio Rúbert de la Iglesia;
- Comandant d'Infanteria Fernando Gallego Porro;
- Major de milícies Jesús Rubio Cerón
- Major de milícies Francisco Martos Martínez

Comissaris
- Rogelio Rodríguez de la Oliva;[3]
- Gregorio Barriopedro Corral;